# Луи, Антуан (хирург)
 Антуа́н Луи́  (фр. Antoine Louis; 13 февраля 1723, Мец — 20 мая 1792, Париж) — французский хирург и физиолог, внесший существенный вклад в современную ему медицинскую науку, но более всего известный своим участием в усовершенствовании гильотины и её популяризации в качестве средства для более гуманной казни. Также был известен изобретением вантуза для сантехнических целей.

## Биография
Отец Луи, хирург-майор в местном военном госпитале, был его первым учителем. Уже в возрасте 20 лет он стал работать на должности полкового хирурга. Затем он переехал в Париж, где служил в больнице Сальпетриер. В 1750 году Луи получил должность профессора физиологии и занимал её в течение сорока лет. В 1764 году он был назначен постоянным секретарем Королевской академии хирургии.
Луи опубликовал множество статей по хирургии, в том числе несколько биографий хирургов, умерших при его жизни. Он внёс существенный вклад в работу над третьим, четвёртым и пятым томами «Записок Королевской академии наук». Дидро в романе «Жак-фаталист» восхваляет мастерство Луи как военного хирурга. Более того, по его словам, Антуан Луи был одним из ценнейших редакторов «Энциклопедии»: как анатом он описал сонные артерии, таз, хрусталик, стремя, околоушные слюнные железы, запирательные мышцы; как акушер-гинеколог — кесарево сечение и акушерские щипцы; как патологоанатом дал описание красной волчанки, и, наконец, составил статью об истории хирургии. Луи перевёл на французский язык трактат Жана Астрюка «О венерических заболеваниях» и издал сочинение «Афоризмы» знаменитого голландского врача Германа Бургаве. Луи также был пионером французской медицинской юриспруденции и в 1749 году опубликовал сочинение, посвященное различным признакам убийства и самоубийства при повешении.
Антуан Луи сыграл важную роль во внедрении гильотины. По поручению специальной комиссии, рассматривавшей способы совершения казни через обезглавливание, Луи составил докладную записку, в которой высказался за машину, подобную той, что предлагал доктор Гильотен, и которая была, в свою очередь, усовершенствованием машин, время от времени применявшихся в Шотландии, Ирландии, Италии и Швейцарии. По чертежам Луи, рекомендовавшего использовать косое лезвие вместо трапециевидного, немецкий мастер Тобиас Шмидт изготовил действующий экземпляр гильотины. Первое время после создания гильотину называли Louisette (Луизетта) или la petite Louison (Маленькая Луизон), по имени Луи, но вскоре за ней закрепилось название, производное от имени Гильотена.